# Phryxe maesta
Phryxe maesta är en tvåvingeart som beskrevs av Robineau-desvoidy 1863. Phryxe maesta ingår i släktet Phryxe och familjen parasitflugor.
Artens utbredningsområde är Frankrike. Inga underarter finns listade i Catalogue of Life.